# Ediciones de la Flor
Ediciones de la Flor es una editorial argentina fundada en 1966 por Daniel Divinsky y Ana María Kuki Miler. Es conocida por publicar obras de historietistas como Roberto Fontanarrosa, Quino, Caloi, Alberto Montt y Liniers, además de obras literarias como las de Rodolfo Walsh, Silvina Ocampo y Umberto Eco.

## Historia
La editorial empezó en 1966, cuando el abogado Divinsky y su socio jurídico Tito Finkelberg se unieron al editor Jorge Álvarez para abrir una librería. No habiendo el capital necesario para la empresa, Álvarez sugirió usar el dinero (300 dólares estadounidenses) para comprar derechos de publicación de libros.
En 1967 de la Flor publicó su primer libro, la antología Buenos Aires, de la fundación a la angustia, que incluía relatos de Julio Cortázar, Rodolfo Walsh y David Viñas. En 1970, Kuki se unió a la editorial y se publicó la primera historieta de Mafalda, de Quino. El primer best seller de la editorial fue Paradiso, de José Lezama Lima, que agotó los 3000 ejemplares en una tarde.
Es una de las pocas editoriales tradicionales argentinas que subsiste como independiente en manos de sus creadores originales, es decir, sin haber sido absorbida por ningún grupo. Empresa de familia, sus socios y directivos, Ana María T. (Kuki) Miler y Daniel Divinsky, ejercieron conjuntamente su conducción desde 1970. La misma fue desempeñada a la distancia entre mediados de 1977 y fines de 1983, debido al exilio de los editores en Venezuela, que siguió a un período de prisión sin juicio, durante la dictadura militar autodenominada Proceso de Reorganización Nacional. Estuvieron presos, a disposición del Poder Ejecutivo durante 127 días, por la publicación del libro Cinco dedos, de la Colección Libros para niños de Berlín. Cinco dedos es la traducción de un libro infantil escrito en Berlín Occidental, que formó parte de la colección de infantiles, dirigida por Amelia Hannois, quien no fue detenida porque ya se encontraba fuera del país. Otro libro censurado durante el tiempo en prisión fue Ganarse la muerte de la escritora Griselda Gambaro. El libro fue prohibido mediante un informe de la Dirección de Publicaciones firmado por el coronel Jorge Méndez, donde se recomendaba la prohibición de la distribución y la venta del libro. Durante esa etapa el funcionamiento de la editorial estuvo a cargo de Elisa Miler. En setiembre de 2015 su socio fundador Daniel Divinsky se retira y asume la dirección general Kuki Miler, manteniendo las premisas con las cuales De la Flor se convirtió en referente editorial, no sólo en la industria, sino para autores nacionales e internacionales y en la literatura en general. Destacándose su línea precursora en libros de humor gráfico.
Con la nueva composición societaria, la Editorial continúa su carácter familiar y mantiene su estructura organizativa.
Su catálogo de más de 1000 títulos tiene varios centros, entre los cuales los más significativos son el humor gráfico y escrito (con autores paradigmáticos como Quino, Fontanarrosa, Caloi, Rep, Crist, entre los dibujantes argentinos y la constante incorporación de nuevos valores, Liniers, Nik, Montt, Sala, Decur, Arroquy, El Niño Rodríguez, entre otros), novela gráfica (Bradbury, Bioy Casares, David Viñas, Crumb, Breccia, Sasturain), la narrativa (Rodolfo Walsh, John Berger, Luis Rafael Sánchez, entre muchos), el ensayo filosófico y político, las biografías y diarios, los libros testimoniales, el teatro argentino y latinoamericano y los libros infantiles agrupados en tres colecciones (con autores como Silvina Ocampo, Ray Bradbury, Ariel Dorfman, Vinicius de Moraes, Clarice Lispector, Griselda Gambaro y Umberto Eco).
Publica un promedio de 30 novedades por año, que se suman a las numerosas reediciones que en el caso de títulos como Mafalda, suman ya millones de ejemplares de cada uno de sus tomos. Sin embargo, el primero de julio de 2025, la editorial anunció que dejaría de publicar la obra de Quino por decisión de los herederos.